# Universidade do Vale do Rio dos Sinos
A Universidade do Vale do Rio dos Sinos (Unisinos) é uma instituição de ensino superior confessional de orientação jesuíta localizada na cidade de São Leopoldo, na Região Metropolitana de Porto Alegre, Rio Grande do Sul. Mantida pela Associação Antônio Vieira e vinculada à Companhia de Jesus. A Unisinos integra uma rede de 200 instituições de ensino superior jesuítas, com 2,2 milhões de alunos no mundo todo.
Primeira universidade da América Latina a conquistar a certificação ambiental ISO 14001, a Unisinos também abriga o maior polo de informática do Rio Grande do Sul, com diversas empresas de porte na área de Tecnologia da Informação, nacionais e globais. O empreendimento está em constante expansão e, atualmente, encontra-se instalada, entre outras empresas, uma unidade da maior fabricante mundial de microprocessadores e circuitos integrados. A biblioteca da Universidade também conta com um dos maiores acervos da América Latina.
De acordo com a classificação do Índice Geral de Cursos de 2010, organizada pelo Ministério da Educação (MEC), a Unisinos é a segunda melhor Universidade privada do país e possui a melhor graduação entre as privadas.
Além do campus principal em São Leopoldo, e do campus em Porto Alegre, a Unisinos também está presente através de unidades e polos EAD em Campo Bom, Caxias do Sul, Bento Gonçalves, Santa Maria e Canoas, no Rio Grande do Sul, Florianópolis, em Santa Catarina, Curitiba e São Paulo.

## Estrutura
O campus principal da Unisinos fica na cidade de São Leopoldo, no estado do Rio Grande do Sul, importante polo econômico da região do Vale do Rio dos Sinos, distante 25 minutos da capital gaúcha, Porto Alegre. Dispõe de 90,55 hectares e 142 km² de área de preservação ecológica, sendo, por isso, considerada a maior universidade em área do Estado. Além disso, o campus possui mais de 400 salas de aula e 150 laboratórios modernos.
Concentra mais de 31 mil estudantes em mais de 70 cursos de graduação, 26 programas de pós-graduação (mestrados e doutorados) recomendados pela CAPES (Coordenação de Aperfeiçoamento de Pessoal de Nível Superior), além de especializações, MBAs e cursos de formação específica. Atualmente, possui mais de 300 pesquisas em andamento, e uma base com mais de 2000 funcionários e docentes - dos quais 86% são mestres, doutores e pós-doutores, porcentagem superior à média brasileira.
A Universidade também possui uma rádio, a Unisinos FM, e uma emissora de televisão, a TV Unisinos.
A Unisinos também conta com o Complexo Desportivo, local utilizado para a execução de atividades acadêmicas dos cursos de graduação e, também, para a comunidade em geral, com uma moderna infraestrutura de ginásios, campos, laboratórios, academia e pista atlética.

### Biblioteca

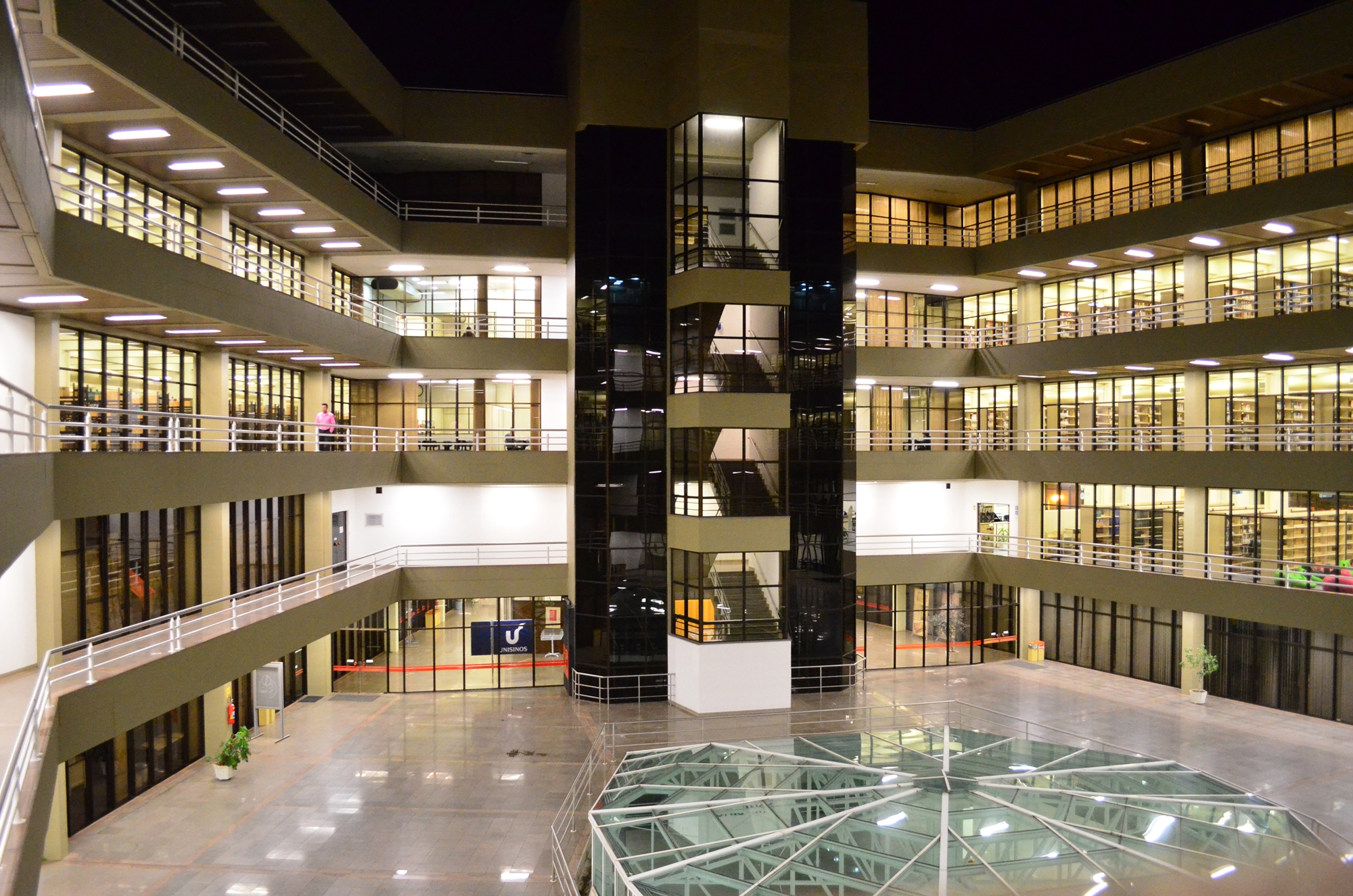
Biblioteca

A Biblioteca Unisinos é uma das maiores bibliotecas da América Latina. Seu acervo é composto por mais de 700 mil volumes, incluindo os títulos das bibliotecas conveniadas – Instituto Anchietano de Pesquisas, Colégio Cristo Rei e Biblioteca da Unisinos Porto Alegre. O acervo, que vem sendo formado desde 1860, hoje ocupa cinco dos sete pavimentos do prédio de 37 mil m². Além de atender alunos, professores e funcionários, a biblioteca coloca sua moderna estrutura também à comunidade.

### Campus Porto Alegre

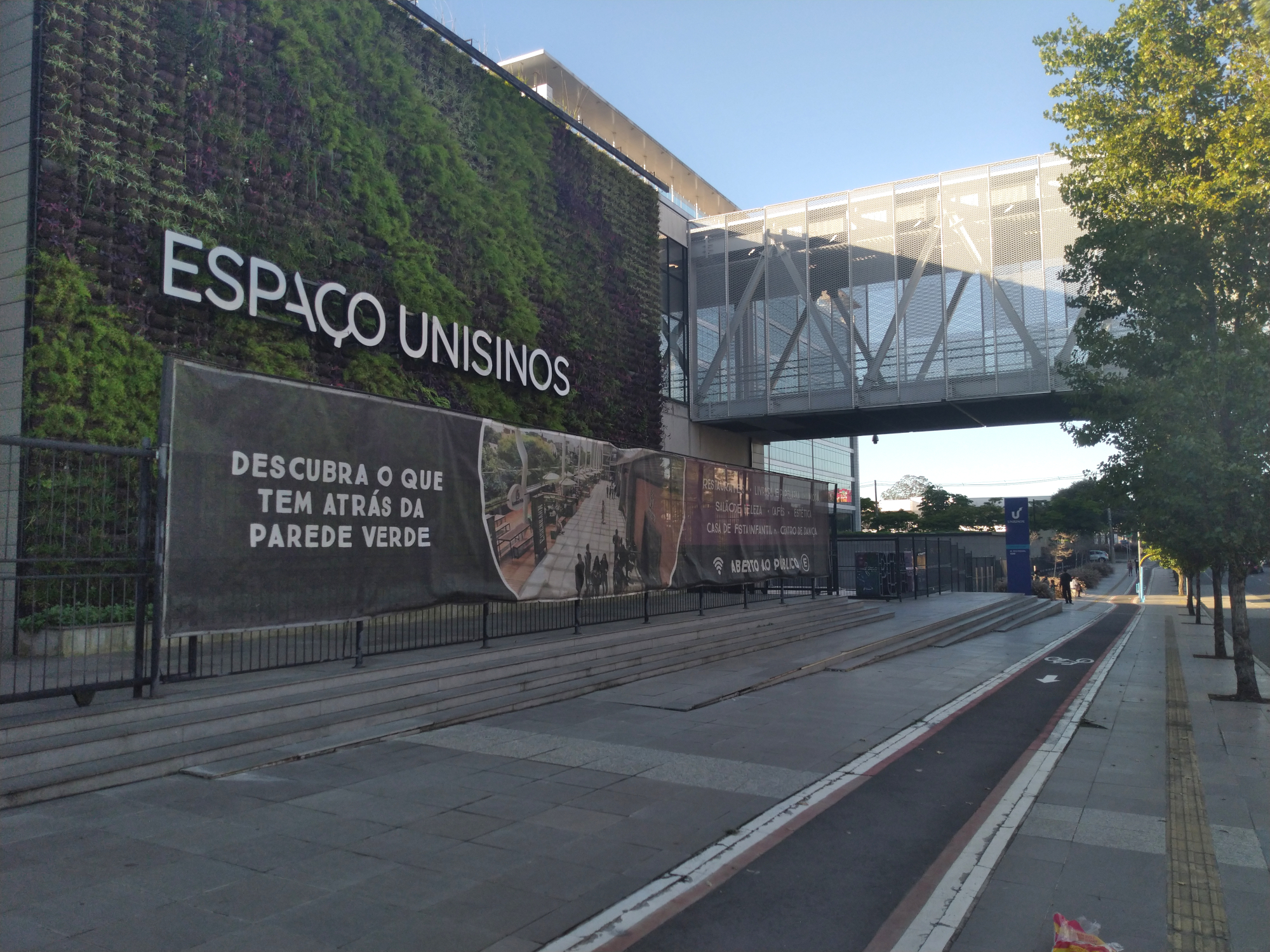
Espaço Unisinos, no campus de Porto Alegre, em 2022

Em 2010, a Universidade do Vale do Rio dos Sinos anunciou seus planos de expansão rumo à capital. Uma parceria com o Colégio Anchieta, tradicional escola jesuíta da capital, permite que sejam agregados ao novo campus cinco cursos tecnológicos e quatro bacharelados de graduação: Análise e Desenvolvimento de Sistemas, Jogos Digitais, Segurança da Informação, Logística, Gestão de Recursos Humanos, Administração:Gestão para Inovação e Liderança, Nutrição, Enfermagem e Ciências Contábeis. Além disso, Design, Design de Moda, Relações Internacionais, Jornalismo e Administração estão em vias de aprovação.

## ISO 14001
Em 2004, a Unisinos tornou-se a primeira universidade da América Latina e uma das cinco do mundo a receber a certificação ISO14001, concedida a organizações comprometidas com o ambiente natural.

## Unitec

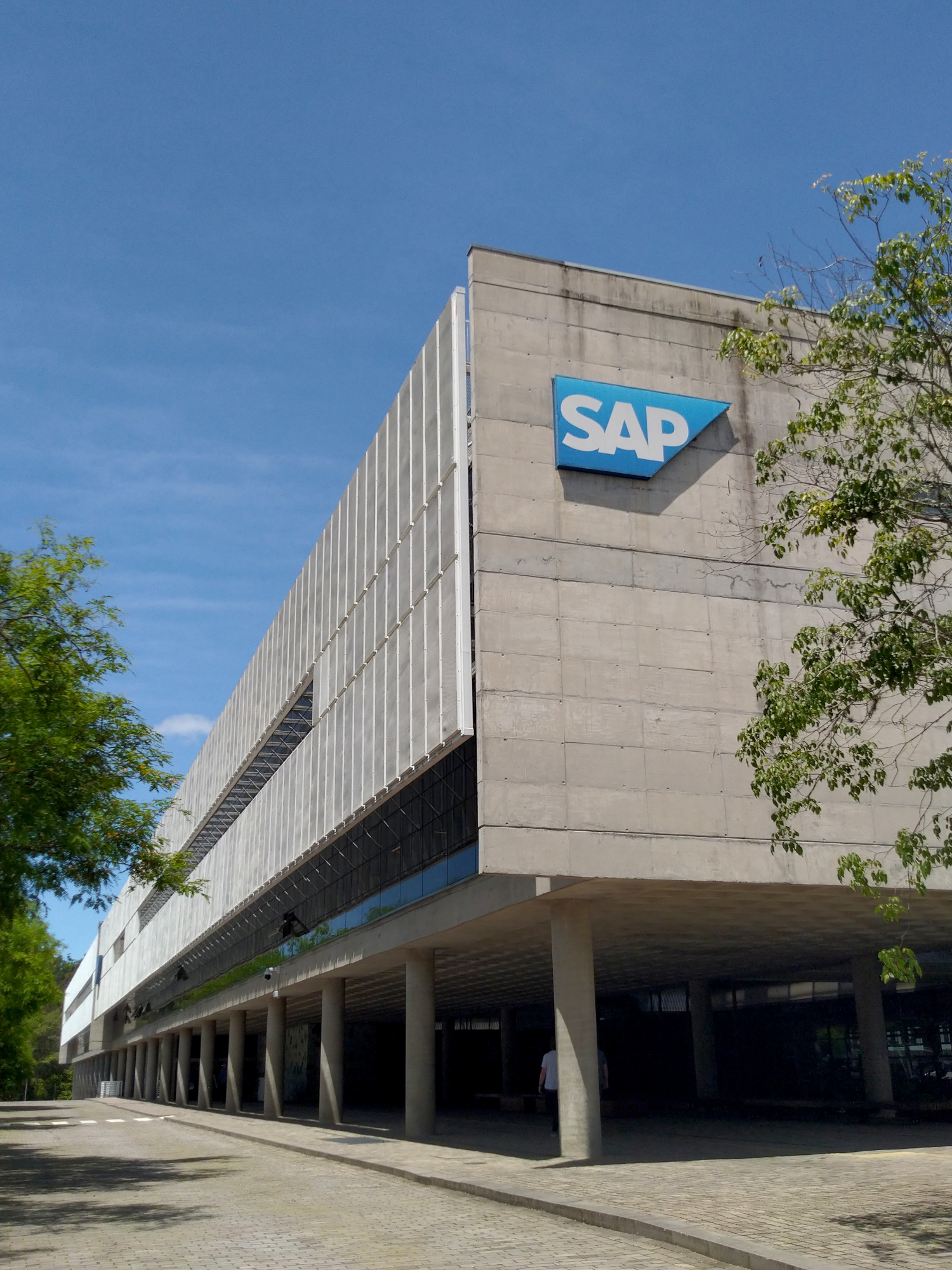
Prédio da SAP, no Tecnosinos

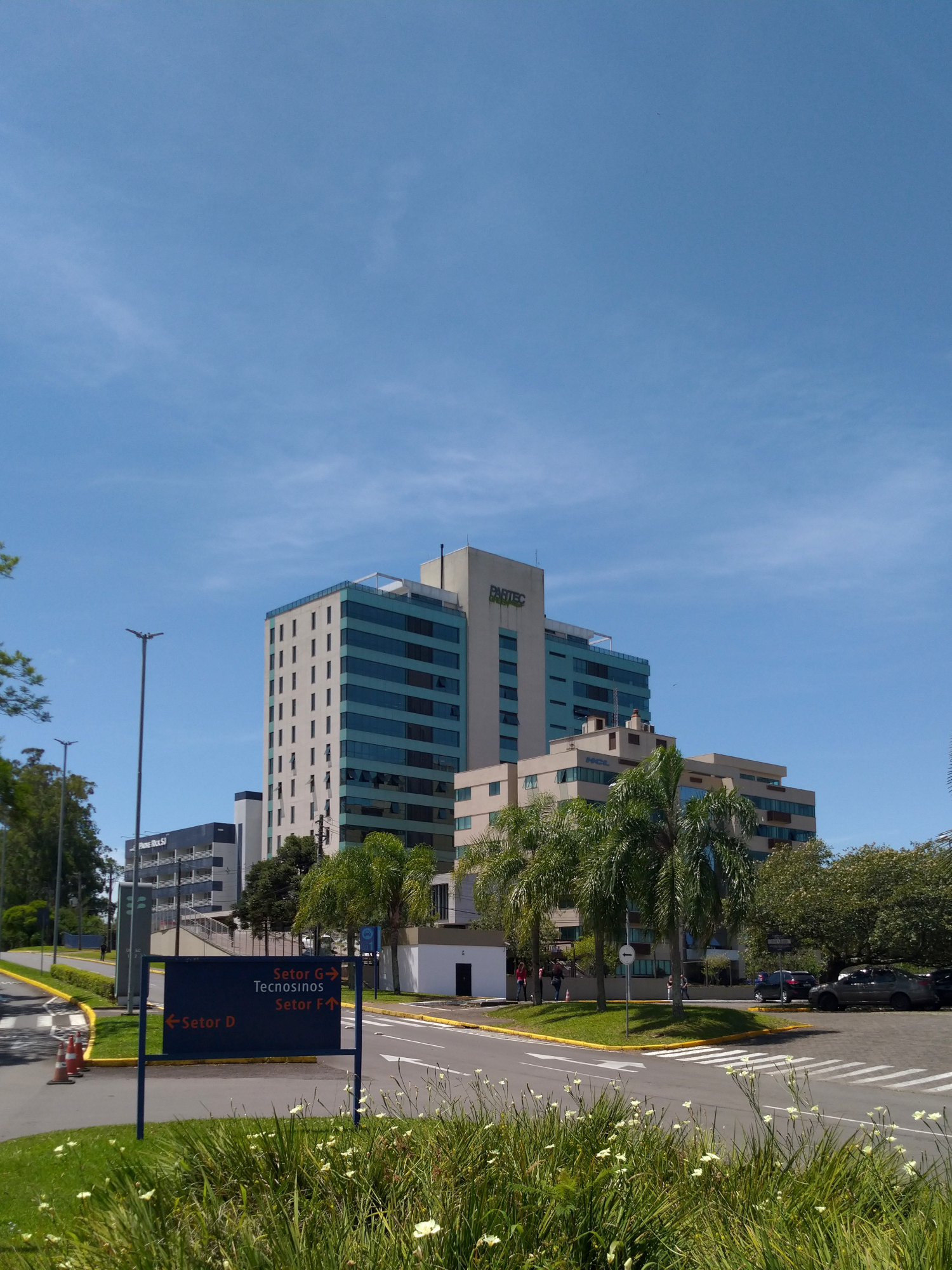
Prédio Partec Green, no Tecnosinos

O Complexo Tecnológico Unitec é a unidade de negócio da Universidade do Vale do Rio dos Sinos – Unisinos – que fomenta, planeja e realiza inovação tecnológica, fomentando o conhecimento gerado na universidade e o integrando com as empresas, por meio de pesquisa aplicada. O complexo também potencializa o estabelecimento de parcerias estratégicas (internas e externas) para a instalação e fortalecimento do empreendedorismo inovador com base no desenvolvimento sustentável.
Atuando na gestão executiva do Parque Tecnológico São Leopoldo - Tecnosinos como representante da Unisinos, uma das partes integrantes na governança do parque, o Complexo Tecnológico Unitec também tem entre suas responsabilidades a atração e implementação de investimentos.
Em 2006, foi escolhida pela alemã SAP, maior empresa de software de gestão empresarial no mundo, para sediar sua primeira filial no Sul do país.
O complexo também abrange a Incubadora Tecnológica, que já conta com mais de 20 empresas, e o Condomínio Tecnológico. Na incubadora, podem participar empreendimentos cuja produção ou prestação de serviços caracterize-se pelo conteúdo tecnológico e pela inovação em seus processos e resultados.
Em 2010 o Parque Tecnológico São Leopoldo Tecnosinos conquista o Prêmio Nacional de Empreendedorismo Inovador, na categoria de melhor Parque Tecnológico de 2010.

## Transporte
A Unisinos oferece transporte gratuito e de excelente qualidade da estação Unisinos do Trensurb até o campus. O transporte conhecido como circular Unisinos é gratuito. O transporte é aberto à todas as pessoas da comunidade, independente do seu vínculo (ou não) com a Unisinos.

## Museu de História Geológica do Rio Grande do Sul

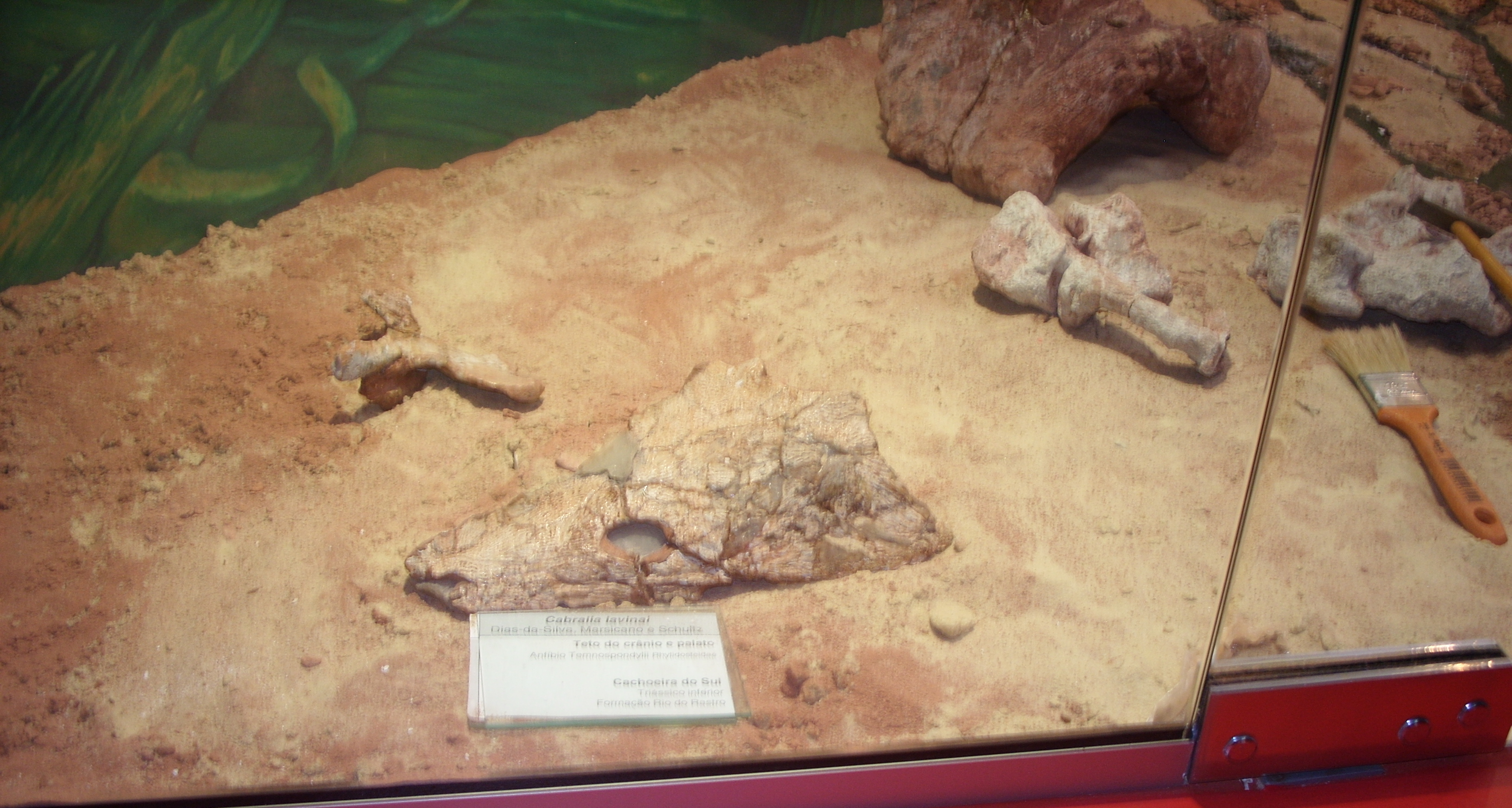
Sangaia lavinai no museu.

O Museu foi inaugurado no dia 31 de julho de 2006, e esta localizado no Prédio 6 da Unisinos.
Tem por finalidade remontar uma parte da história do estado, contada através de materiais encontrados e coletados por diversos profissionais das áreas de geologia e biologia, que compõem um acervo de mais de oito mil peças. E tem como principal objetivo dar oportunidade para o conhecimento prático, tanto para o curso de Geologia, como para o curso de biologia da Universidade. Sendo que o material encontrado no museu é estudado também por outras universidades. O Museu contém amostras exclusivas de minerais, rochas e fósseis que contam os primórdios da história do Rio Grande do Sul.
As visitas devem ser previamente agendadas. As visitas são voltadas para profissionais, empresários, alunos do ensino médio, acadêmicos e visitantes interessados.
A Universidade tem contribuído para a pesquisa e preservação dos Sítios paleontológicos do Rio Grande do Sul.

## Memorial Jesuíta
O acervo de 2,3 mil obras raras da biblioteca da universidade compõe o Memorial Jesuíta Unisinos. Entre os livros que integram a coleção estão um incunábulo de 1496 (o Repertorii Totius Summe Domini Antonini Archiepiscopi Florentini Ordinis Predi), exemplares da Bíblia em hebraico e aramaico, e o Liber Exercitiorvm Spiritvalivm triplicis viae, de Jean-Michel de Coutances, impresso em 1599 na Alemanha.
Ao todo, são 2.636 volumes datados do século XV ao século XVIII, e mais 23.371 itens do século XIX.
O Memorial recebeu a Ordem do Mérito Cultural do Ministério da Cultura em 2011.

## Relações Internacionais
A Unidade de Negócios e Relações Internacionais (UNRI) promove e apoia iniciativas de internacionalização da Unisinos. As estratégias para tornar a universidade uma instituição global de pesquisa observam padrões internacionais de excelência visando à promoção do desenvolvimento regional.
A UNRI é um espaço para alunos e professores da Unisinos que querem ter uma experiência acadêmica no Exterior e onde estudantes e professores estrangeiros buscam por acolhimento na Unisinos.
Entre suas atividades, é responsável por desenvolver:
- Apoio aos Estudantes e Professores Internacionais
- Atende a estudantes da Unisinos que querem participar de programas de mobilidade acadêmica no Exterior;
- Recebe estudantes e professores estrangeiros que querem estudar na Unisinos.

Acordos de Cooperação Internacional
- Apoia as estratégias de internacionalização da universidade;
- Apoia o desenvolvimento de programas de intercâmbio internacional;
- Promove ações de intercâmbio com instituições no Exterior.

Relações Institucionais
- Organiza missões internacionais;
- Recepciona representantes de instituições estrangeiras;
- Realiza eventos e cerimônias internacionais na Unisinos.

## Linha cronológica

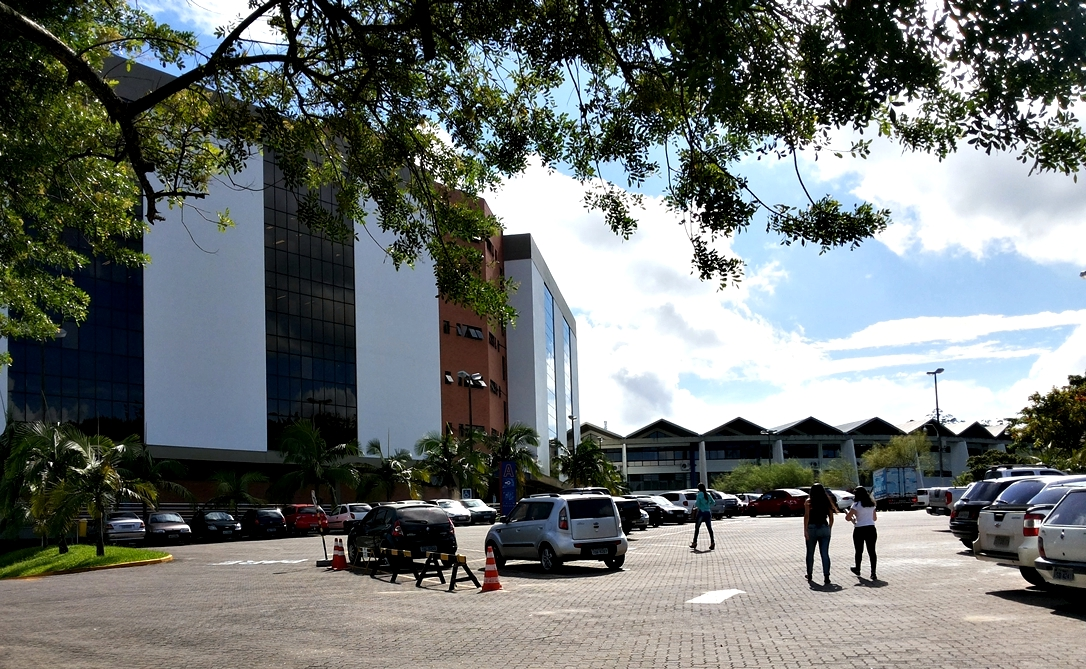
Vista parcial externa da Biblioteca.

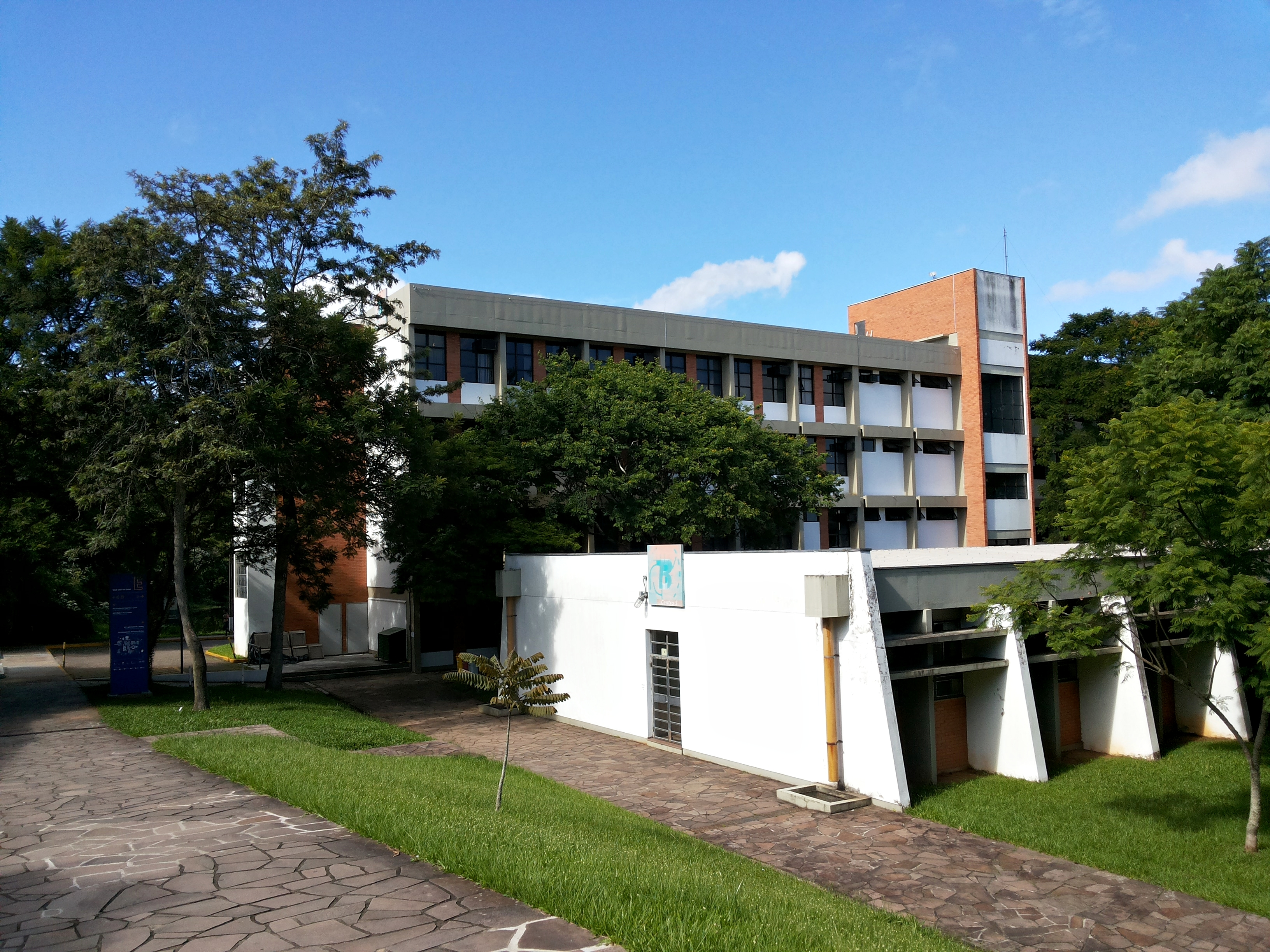
Algumas salas de aula no SETOR E.

- 1969: Autorizado o funcionamento da Unisinos por meio do Decreto-Lei 722/69. A data coincidiu com o dia de Santo Inácio de Loyola. Realização da cerimonia oficial de instalação da universidade, contando com a presença do governador do estado e ministro da educação da época.
- 1973: Abertura da Avenida Unisinos, com 2,5 km de extensão, ligando a BR-116 ao campus. Inauguração do Nucleo de Processamento de Dados (NPD). Inicio da gestão do reitor Padre Theobaldo Frantz. Lançada a pedra fundamental das construções da atual sede da Unisinos. Inauguração da oficial nova sede da Unisinos, com a presença do governador do estado, prefeito de São Leopoldo, Ministro da Educação e do Trabalho.
- 1979: Inauguração do Terminal Rodoviário, na avenida Unisinos.
- 1981: Incêndio de grandes proporções, com causas até hoje desconhecidas, destrói o pavilhão B da antiga sede.
- 1983: Unisinos é reconhecida pela portaria 453.
- 1986: Unisinos outorga o título de Doutor Honoris Causa ao poeta Mário Quintana, na época com oitenta anos.
- 1992: Instalação de 324 computadores e 90 impressoras. Efetivação de 12810 atendimentos para a população carente através da assistência comunitária.
- 1993: Conclusão do Anfiteatro Padre Werner, com 1500m² de área e capacidade para 713 pessoas sentadas. Criação da Editora Unisinos.
- 1994: Comemoração do aniversário de 25 anos da Unisinos. Mais 259 equipamentos instalados e instalação da internet.
- 1995: Avanço na qualificação docente, grande número de bolsas concedidas para a qualificação dos professores. Criação do Instituto de Línguas (Unilínguas). Visita do presidente da Alemanha, Roman Herzog, a Unisinos. No mesmo ano é fundada a Unisinos FM.
- 1999: Registro do maior número de vestibulandos no vestibular de verão: 10308 candidatos. Criação do Polo de Informática.
- 2003: Fundação da TV Unisinos
- 2004: Obtenção do ISO14000
- 2009: Comemoração do aniversário de 40 anos da UNISINOS.
- 2009: Unisinos é a melhor universidade particular da região Sul segundo o MEC.
- 2010: Inauguração da nova sede do Diretório Central dos Estudantes.
- 2010: Unisinos é novamente a melhor universidade particular da região Sul segundo o MEC.
- 2010: O Parque Tecnológico São Leopoldo Tecnosinos conquista o Prêmio Nacional de Empreendedorismo Inovador, na categoria de melhor Parque Tecnológico de 2010.
- 2010: A unisinos anuncia a expansão no Campus de Porto Alegre.
- 2011: Lançamento da nova campanha e de novo slogan (Somos infinitas possibilidades).

## Ensino
Oferece 64 cursos de graduação e cerca de 25 cursos de pós-graduação - mestrado, doutorado e MBA - todos recomendados pela Coordenação de Aperfeiçoamento de Pessoal de Nível Superior (CAPES).

### Unilínguas
O Instituto de Idiomas da Unisinos – Unilínguas, foi criado em 1994 e já atendeu cerca de 45 mil estudantes. Oferece aulas em nível de extensão.